# 亨利六世 (羅伊斯-上格賴茨)
亨利六世（德語：Heinrich VI.，1649年8月17日—1697年10月21日），羅伊斯-上格賴茨伯爵，1681年至1697年在位。

## 家庭
1691年，亨利六世與弗里森的亨麗埃特·阿瑪莉埃結婚，兩人共有2子1女：
1. 亨利一世（1693年—1714年）
2. 約翰娜·瑪格麗特（1695年—1766年）
3. 亨利二世（1696年—1722年）